# Sancoins
Sancoins és un municipi francès, situat al departament de Cher i a la regió de Centre – Vall del Loira. L'any 2007 tenia 3.177 habitants.

## Demografia

### Població
El 2007 la població de fet de Sancoins era de 3.177 persones. Hi havia 1.482 famílies, de les quals 592 eren unipersonals (207 homes vivint sols i 385 dones vivint soles), 494 parelles sense fills, 303 parelles amb fills i 93 famílies monoparentals amb fills.
La població ha evolucionat segons el següent gràfic:
Habitants censats

### Habitatges
El 2007 hi havia 1.820 habitatges, 1.501 eren l'habitatge principal de la família, 106 eren segones residències i 213 estaven desocupats. 1.550 eren cases i 224 eren apartaments. Dels 1.501 habitatges principals, 885 estaven ocupats pels seus propietaris, 575 estaven llogats i ocupats pels llogaters i 42 estaven cedits a títol gratuït; 44 tenien una cambra, 187 en tenien dues, 352 en tenien tres, 446 en tenien quatre i 473 en tenien cinc o més. 982 habitatges disposaven pel capbaix d'una plaça de pàrquing. A 744 habitatges hi havia un automòbil i a 394 n'hi havia dos o més.

### Piràmide de població
La piràmide de població per edats i sexe el 2009 era:
| Homes | Edats   | Dones |
| ----- | ------- | ----- |
| 0     | 95 o +  | 12    |
| 28    | 90 a 94 | 48    |
| 44    | 85 a 89 | 88    |
| 28    | 80 a 84 | 84    |
| 64    | 75 a 79 | 128   |
| 112   | 70 a 74 | 128   |
| 112   | 65 a 69 | 124   |
| 68    | 60 a 64 | 104   |
| 116   | 55 a 59 | 108   |
| 128   | 50 a 54 | 92    |
| 140   | 45 a 49 | 100   |
| 108   | 40 a 44 | 124   |
| 92    | 35 a 39 | 88    |
| 92    | 30 a 34 | 96    |
| 112   | 25 a 29 | 88    |
| 80    | 20 a 24 | 64    |
| 100   | 15 a 19 | 140   |
| 124   | 10 a 14 | 68    |
| 104   | 5 a 9   | 84    |
| 76    | 0 a 4   | 92    |

## Economia
El 2007 la població en edat de treballar era de 1.772 persones, 1.227 eren actives i 545 eren inactives. De les 1.227 persones actives 1.041 estaven ocupades (574 homes i 467 dones) i 186 estaven aturades (91 homes i 95 dones). De les 545 persones inactives 191 estaven jubilades, 113 estaven estudiant i 241 estaven classificades com a «altres inactius».

### Ingressos
El 2009 a Sancoins hi havia 1.569 unitats fiscals que integraven 3.265,5 persones, la mediana anual d'ingressos fiscals per persona era de 14.413 €.

### Activitats econòmiques
Dels 213 establiments que hi havia el 2007, 1 era d'una empresa extractiva, 9 d'empreses alimentàries, 2 d'empreses de fabricació de material elèctric, 1 d'una empresa de fabricació d'elements pel transport, 11 d'empreses de fabricació d'altres productes industrials, 30 d'empreses de construcció, 56 d'empreses de comerç i reparació d'automòbils, 5 d'empreses de transport, 17 d'empreses d'hostatgeria i restauració, 1 d'una empresa d'informació i comunicació, 12 d'empreses financeres, 11 d'empreses immobiliàries, 20 d'empreses de serveis, 22 d'entitats de l'administració pública i 15 d'empreses classificades com a «altres activitats de serveis».
Dels 69 establiments de servei als particulars que hi havia el 2009, 1 era una oficina d'administració d'Hisenda pública, 1 gendarmeria, 1 oficina de correu, 3 oficines bancàries, 1 funerària, 6 tallers de reparació d'automòbils i de material agrícola, 1 taller d'inspecció tècnica de vehicles, 2 autoescoles, 3 paletes, 6 guixaires pintors, 3 fusteries, 10 lampisteries, 5 electricistes, 5 perruqueries, 2 veterinaris, 11 restaurants, 3 agències immobiliàries, 2 tintoreries i 3 salons de bellesa.
Dels 28 establiments comercials que hi havia el 2009, 2 eren supermercats, 1 un supermercat, 2 botigues de més de 120 m², 4 fleques, 3 carnisseries, 4 botigues de roba, 2 botigues d'equipament de la llar, 2 sabateries, 1 una sabateria, 2 botigues de mobles, 1 una botiga de mobles, 1 un drogueria, 1 una perfumeria i 2 floristeries.
L'any 2000 a Sancoins hi havia 50 explotacions agrícoles que ocupaven un total de 3.146 hectàrees.

## Equipaments sanitaris i escolars
El 2009 hi havia 2 farmàcies i 1 ambulància.
El 2009 hi havia 1 escola maternal i 2 escoles elementals. Sancoins disposava d'un col·legi d'educació secundària amb 186 alumnes.

## Poblacions més properes
El següent diagrama mostra les poblacions més properes.